# Renato Naranja
Renato Naranja (nascut el 24 de setembre de 1940), és un jugador d'escacs filipí, que té el títol de Mestre Internacional.
|  |

## Resultats destacats en competició
Va guanyar el campionat júnior de les Filipines el 1958 i el campionat absolut el 1965. El 1959, fou 9è al Campionat del món Sub-20 a Münchenstein (el campió fou Carlos Bielicki). Va jugar representant les Filipines a les olimpíades d'escacs de 1960, 1964, 1966, 1968, 1970 i 1974, essent el primer tauler els anys 1964, 1966 i 1970.
Fou primer al torneig Zonal d'Àsia de 1969 a Singapur i es va classificar així per l'Interzonal de Palma de 1970, al desempat, després d'entaular les seves dues partides de play-off amb el guanyador ex aequo, Walter Browne.
Tot i que Naranja va acabar 21è de 24 jugadors a Palma, va aconseguir fer taules contra el vencedor Bobby Fischer, així com contra Lajos Portisch i Vassili Smislov (ambdós varen fallar en el seu objectiu de classificar-se pels matxs de Candidats per mig punt). Una de les cinc victòries de Naranja a Palma fou contra Samuel Reshevsky.
Naranja va emigrar als Estats Units, on hi treballà com a programador d'ordinadors, i on hi freqüentava el Marshall Chess Club, a Nova York.

## Partida notable
A continuació hi ha la victòria de Naranja contra el Campió dels Estats Units, Sammy Reshevsky, a l'Interzonal de Palma, el dia 11-9-1970.
Naranja vs. Reshevsky

1.c4 e5 2.Cc3 Cc6 3.g3 g6 4.Ag2 d6 5.Cf3 Ag7 6.0-0 f5 7.d3 Cf6 8.Tb1 a5 9.a3 Ad7 10.b4 axb4 11.axb4 Dc8 12.b5 Ce7 13.c5 dxc5 14.Cxe5 Ae6 15.Ca4 Aa2 16.Ta1 Ad5 17.Ab2 Axg2 18.Rxg2 Cg4 19.Cxg4 Axb2 20.Cxb2 fxg4 21.Txa8 Dxa8 22.e4 Da2 23.Cc4 h5 24.Dc1 0-0 25.Dg5 Te8 26.Dxc5 c6 27.Cd6 Tf8 28.Cxb7 De6 29.b6 h4 30.gxh4 Df6 31.Dd6 Cc8 32.Dxf6 Txf6 33.e5 Tf8 34.Tb1 Rf7 35.Cc5 1-0